# Piazza San Carlo
La piazza San Carlo est l'une des places principales de Turin, en Italie. Elle mesure 168 × 76 mètres. Souvent surnommée par les Turinois "le salon de la ville", elle est située dans l'axe de la Via Roma.
Elle est ouverte en 1638 d'après les dessins du comte Charles de Castellamonte (Carlo di Castellamonte). Elle a historiquement été nommée Piazza Reale, Piazza d'Armi ou encore place Napoléon. Son nom actuel, Saint-Charles, est un hommage à Charles Borromée.
Les églises Santa Cristina (it) et San Carlo (it) se situent sur la place, tout comme une statue équestre de Emmanuel-Philibert de Savoie nommée, en piémontais, Caval ëd Brons (en). Elle est entourée par de nombreux palazzo historiques et considérée comme l'un des principaux points touristiques de la ville.

## Images

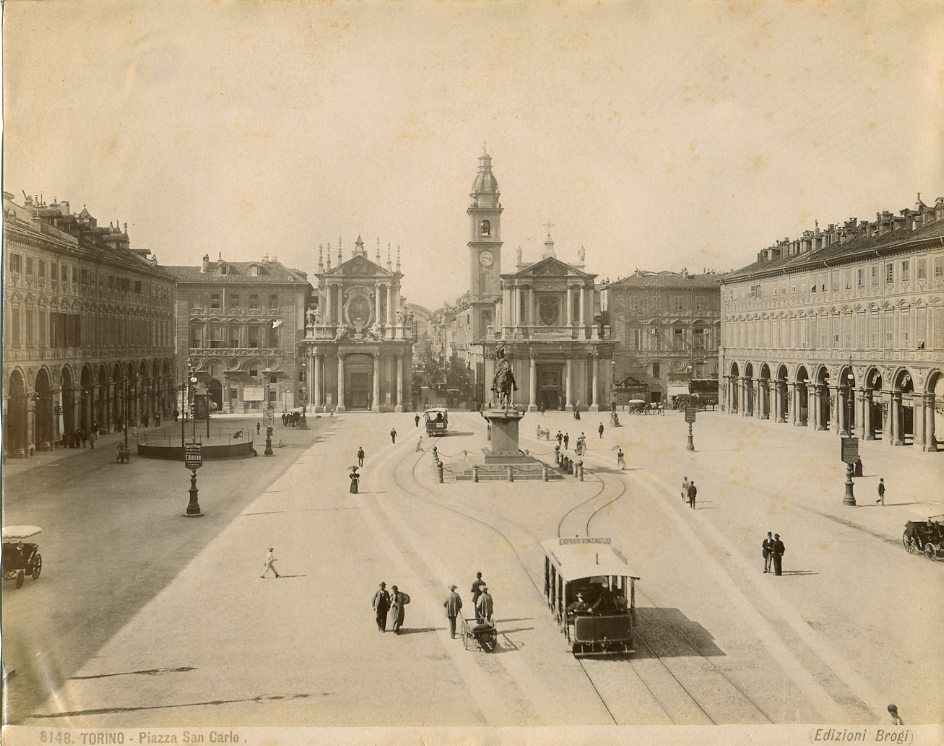
La Piazza San Carlo par Carlo Brogi.
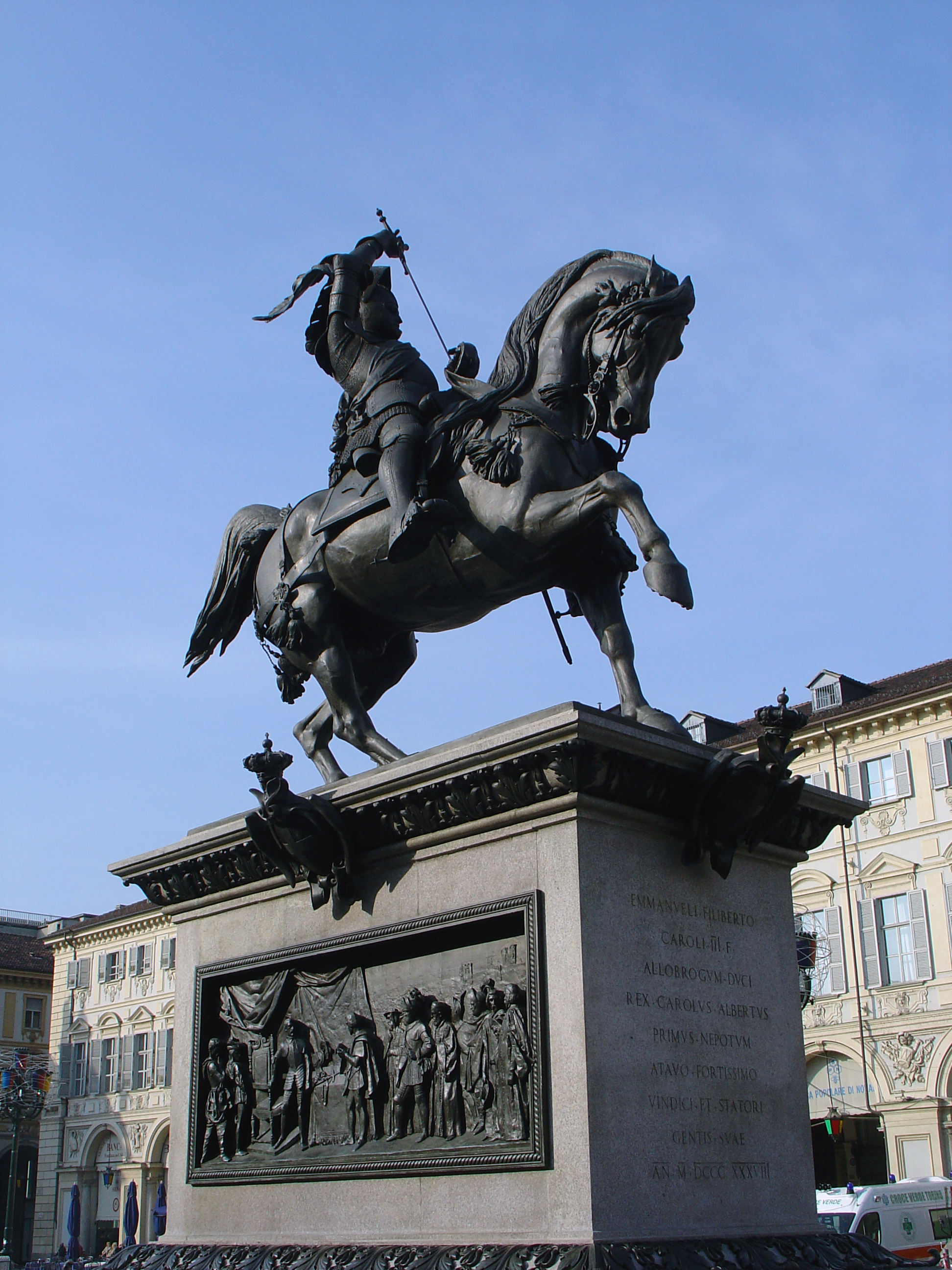
Caval ëd Brons (en).

## À proximité
- Piazza C.L.N.